# Edward Forster
Edward Forster, el joven (12 de octubre de 1765–23 de febrero de 1849) fue un banquero, naturalista, y botánico inglés.

## Biografía
Era aborigen de Wood Street, Walthamstow, de 1765, el tercer y benjamín de Edward Forster el viejo y su esposa Susanna Furney; Thomas Furly Forster y Benjamin Meggot Forster eran sus hermanos. Recibió una educación comercial en los Países Bajos; e, ingresó a la casa bancaria de Forster, Lubbocks, Forster, & Clarke.
Forster estudió botánica en Epping Forest, a los 15 años. Con sus dos hermanos, cultivó más tarde, en los jardines de su padre casi todas las plantas herbáceas que crecían en la región, y contribuyó con listas de plantas del condado a la edición de Gough de Camden (1789). 
Junto con sus hermanos, fue uno de los principales fundadores del Refugio para los indigentes en Hackney Road.

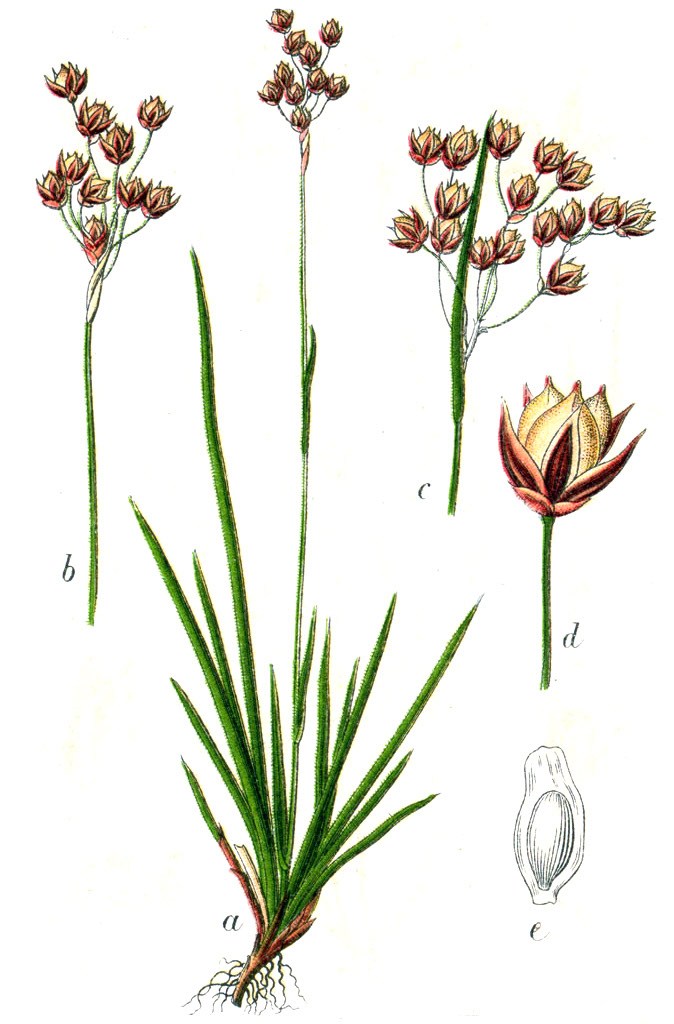
Luzula forsteri, en honor de Edward Forster

## Obra
En 1817 Forster había impreso un catálogo de aves británicas. Posteriormente se concentró en las plantas. Imprimió artículos sobre especies críticas de plantas británicas en Transactions de la Sociedad Linneana, en Annals and Magazine of Natural History, y en The Phytologist.
Forster recolectó material sobre la flora de Essex. Varias especies descritas por él, se agregaron en el Supplement to English Botany (1834).

### Algunas publicaciones
- Catalogus avium in insulis Britannicis habitantium cura et studio Eduardi Forsteri jun, 8 v. 1817.

## Deceso y legado
Forster residió mayormente en Hale End, Walthamstow, aunque al momento de su deceso, se hallaba en Ivy House, Woodford, Gran Londres. Falleció de cólera, en 1849, dos días después de inspeccionar el Refugio de Hackney Road, con motivo de un brote de la enfermedad. Fue enterrado en la bóveda familiar en Walthamstow. A su muerte se vendieron su biblioteca y su herbario, recolectados en muchas partes de Inglaterra. El botánico Robert Brown compró el herbario y lo presentó al Museo Británico.

## Familia
En 1796, Forster se casó con Mary Jane, la única hija de Abraham Greenwood. Falleció en 1846 sin sobrevivientes.

## Honores

### Membresías
Fue uno de los primeros miembros de la Sociedad Linneana, fundada en 1788, siendo elegido tesorero en 1816 y vicepresidente en 1828.

### Eponimia
Especies
- Luzula forsteri DC.[3]
- La abreviatura «E.Forst.» se emplea para indicar a Edward Forster como autoridad en la descripción y clasificación científica de los vegetales.[4]